# یارومیژتسه
یارومیژتسه (به لاتین: Jaromierzyce) یک منطقهٔ مسکونی در لهستان است که در گمینا اوسترونگه مورسکیه واقع شده‌است.